# 王宏 (成化戊戌進士)
王宏（1447年—？），字仲廣，錦衣衛鎮撫司軍籍，山東日照縣人，明朝政治人物。進士出身。

## 生平
早年出身軍餘，順天府鄉試第四十三名。成化十四年（1478年）戊戌科會試第一百八十一名，殿試登進士第三甲第二十四名。歷官户部郎中，因四川发生饥荒，弘治二年（1489年）二月奉命分赈叙州、重庆、夔州、马湖诸州县，十月回京。三年十一月升两淮都转运盐使司运使，九年正月考察以才力不及調用，十年二月調调河东陕西都转运盐使司运使。

## 家族
曾祖父王文公。祖父王福。父亲王貴。母宗氏。慈侍下。兄宇。弟實、寧。娶燕氏，繼娶吴氏，聘婁氏。